# Gennady Golovkin
Gennady Gennadyevich Golovkin (cirílico: Геннадий Геннадьевич Головкин; Qarağandı, 8 de abril de 1982), muitas vezes conhecido pelo seu apelido "GGG" ou "Triple G", é um boxeador profissional cazaque campeão mundial pela OIB e IBF desde outubro de 2019. Deteve os títulos unificados do peso-médio da AMB, CMB, OIB e IBF de 2010 a 2018.
Em janeiro de 2018, foi classificado como o melhor peso médio do mundo pelo Transnational Boxing Rankings Board (TBRB) e melhor lutador peso-por-peso pela revista The Ring.
Golovkin ganhou o título provisório dos médios da WBA em 2010 ao derrotar Milton Núñez. A AMB o elevou ao status de campeão regular no mesmo ano. Ele ganhou o título de IBO no ano seguinte. Em 2014, Golovkin foi elevado ao status de campeão WBA (Super) e defendeu com sucesso seus dois títulos contra Daniel Geale. Mais tarde naquele ano, ele derrotou Marco Antonio Rubio para ganhar o título provisório dos médios do WBC e derrotou David Lemieux pelo título dos médios IBF em 2015. Depois de Canelo Álvarez desocupou seu título dos médios WBC em 2016, Golovkin foi elevado a campeão pleno e deteve três dos quatro principais títulos mundiais no boxe até ser despojado pelo IBF em 2018 por não lutar contra Sergiy Derevyanchenko. Golovkin perdeu todos os seus títulos, bem como seu recorde de invencibilidade, após uma derrota para Álvarez em 2018. Ele recuperou seus títulos IBF e IBO ao derrotar Derevyanchenko em 2019.
Um lutador de pressão calculista, Golovkin é conhecido por seus socos excepcionalmente poderosos e precisos, equilíbrio e movimento metódico dentro do ringue. Com uma seqüência de 23 nocautes que se estendeu de 2008 a 2017, ele detém a maior proporção de nocautes para vitórias - 89,7% - na história do campeonato de médios, enquanto encerrou doze vitórias consecutivas de 6+de seus oponentes e parou 4 pugilistas invictos anteriormente. Golovkin também tem um dos queixos mais duráveis da história do boxe, nunca tendo sido derrubado ou parado em um total de 392 lutas, 42 como profissional e 350 como amador.
Em sua carreira amadora, Golovkin conquistou a medalha de ouro na divisão dos médios no Campeonato Mundial de 2003. Ele passou a representar o Cazaquistão nos Jogos Olímpicos de Verão de 2004, ganhando a medalha de prata no peso médio.